# Gilda Waldman
Gilda Waldman Mitnick (18 de noviembre de 1946) es una socióloga chilena.
Obtuvo la licenciatura en la Universidad de Chile, y posteriormente la maestría en la Facultad de Ciencias Políticas y Sociales de la Universidad Nacional Autónoma de México (UNAM). Y defendió el doctorado de Sociología en la misma Casa de Altos Estudios, en la especialización en estudios judaicos en la Universidad Latino-americana. Es actualmente profesora titular de la cátedra de Teoría Social en la Facultad de Ciencias Políticas y Sociales de la UNAM, donde coordina también el sector de la sociología de la cultura.
Waldman ha colaborado a los ensayos, traducciones, críticas literarias de la Revista de la Universidad , y de Casa del Tiempo, así como en otros periódicos, y es socia en el programa de Radio UNAM «Tras las huellas de los libros, autores y lectores».

## Algunas publicaciones

### Libros
- judit Bokser de Liwerant, juan felipe Pozo Block, gilda Waldman Mitnick. 2009. Pensar la globalización, la democracia y la diversidad. Editor	Universidad Nacional Autónoma de México, 358 pp. ISBN 607021045X

- maya Aguiluz Ibarqüen, gilda Waldman Mitnick. 2007. Memorias (in)cognitas: contiendas en la historia. Volumen 12 de Colección Debate y reflexión. Editor UNAM, 517 pp. ISBN 9703246117 libro en línea

- luisa Béjar Algazi, gilda Waldman Mitnick. 2004. La representación parlamentaria en México. Volumen 52 de Colección Ciencias políticas. Edición ilustrada de Universidad Nacional Autónoma de México, 247 pp. ISBN 9706371427

- gilda Waldman Mitnick. 1999. Melancolía y utopía: la reflexión de la Escuela de Frankfurt sobre la crisis de la cultura. Colección Ensayos. Editor Universidad Autónoma Metropolitana, Unidad Xochimilco, 95 pp. ISBN 9688405884

#### Capítulos
- 1997. Racismo, exclusión y limpieza étnica en Europa. En: La problemática del racismo en los umbrales del siglo XXI. Volumen 2 de Instituto de Investigaciones Jurídicas, Instituto de Investigaciones Jurídicas (México). Volumen 6 de Jornadas Lascasianas. Editor Universidad Nacional Autónoma de México, Instituto de Investigaciones Jurídicas, 479 pp. Resumen en línea